# Glipostenoda guana
Glipostenoda guana es una especie de coleóptero de la familia Mordellidae.

## Distribución geográfica
Habita en las  islas Leeward y las islas Vírgenes.